# Margaret Todd
Margaret Georgina Todd (23 avril 1859 — 3 septembre 1918) est une doctoresse et autrice écossaise. Elle est notamment à l'origine du terme isotope, dont elle suggère l'utilisation au chimiste Frederick Soddy en 1913.

## Enfance et éducation
Todd est née à Kilrenny, Fife, en Écosse, fille de James Cameron Todd et Jeannie McBain de Glasgow. Elle étudie à Édimbourg, Glasgow et Berlin.
Institutrice à Glasgow, en 1886, Todd devient l'une des premières étudiantes de l'Edinburgh School of Medicine for Women après avoir appris que le Collège royal écossais des médecins et chirurgiens a ouvert le concours aux femmes. Elle met huit ans à terminer le cursus prévu pour durer quatre ans : en parallèle de ses études, sous le pseudonyme Graham Travers, elle écrit un roman, Mona Maclean, Medical Student.
Le livre est décrit par le magazine Punch comme « un roman avec un but - ce qui n'est pas recommandable pour un roman, surtout quand le but choisi est celui de démontrer le caractère indispensable des femmes-médecins ». Après avoir obtenu son diplôme en 1894, elle devient doctoresse à Bruxelles.

## Carrière

### Médecine
Elle est nommée assistante médicale à l'Hôpital et dispensaire pour femmes et enfants d'Édimbourg, mais quitte son poste après cinq ans.

### Littérature
Elle publie Fellow Travellers et Kirsty O 'The Mill Toun en 1896, suivis de Windyhaugh en 1898, toujours en utilisant son nom de plume masculin, bien que sa véritable identité soit connue et discutée publiquement. En 1906, les éditeurs eux-mêmes ajoutent « Margaret Todd, MD » entre parenthèses après son pseudonyme. Elle publie six romans au total, ainsi que des nouvelles dans des magazines.

### Isotopes
Todd est une amie de la famille du chimiste Frederick Soddy, alors professeur à l'Université de Glasgow. En 1913, Soddy lui explique ses recherches sur la radioactivité, qui lui ont valu un prix Nobel de chimie en 1921. Il y montre que certains éléments radioactifs ont plus d'une masse atomique, bien que les propriétés chimiques soient identiques, de sorte que des atomes de masses différentes occupent la même place dans le tableau périodique. Todd suggère que ces atomes soient nommés isotopes, un terme grec signifiant littéralement au même endroit,. Ce terme, adopté par Soddy, devient une nomenclature scientifique standard.

## Vie privée
Todd était très probablement en couple avec Sophia Jex-Blake, la fondatrice de l'université où elle travaille.
À la retraite de Jex-Blake en 1899, elles déménagent à Windydene, Mark Cross, où Todd écrit The Way of Escape (1902) et Growth (1906). Après la mort de Jex-Blake, elle écrit La Vie du Dr Sophia Jex-Blake (1918) sous son propre nom, décrivant la lutte des femmes au 19e siècle pour entrer dans la profession médicale. Le Times décrit l'ouvrage comme « presque trop laborieusement minutieux pour le grand public » mais reçoit un accueil critique globalement positif.

## Mort et postérité
Todd est décédée à l'âge de 59 ans, trois mois après la publication de son livre sur Jex-Blake.
Il est possible qu'elle se soit suicidée ; sa nécrologie dans le Times indique seulement qu'elle est morte dans une maison de soins infirmiers à Londres. Après sa mort, une bourse a été créée en son nom au LSMW. Elle lègue 3 000 £ à la promotion de l'avancement des femmes en médecine.

## Publications
- Graham Travers. Mona Maclean, Medical Student (Edinburgh et Londres : William Blackwood and Sons, 1892).
- Fellow Travellers (1896)
- Kirsty O’ The Mill Toun (1896)
- Margaret Georgina Todd, Graham Travers, Windyhaugh, D. Appleton and company, 1899 (lire en ligne) (1899)
- The Way of Escape (1902)
- Growth (1906)[14]
- The Life of Sophia Jex-Blake (1918)[15]